# Schizomavella linearis
Schizomavella linearis är en mossdjursart som först beskrevs av Arthur Hill Hassall 1841.  Schizomavella linearis ingår i släktet Schizomavella och familjen Bitectiporidae. Arten är reproducerande i Sverige. Utöver nominatformen finns också underarten S. l. profunda.